# Chironemus marmoratus
Chironemus marmoratus, también conocido como pez alga, es una especie de pez del género Chironemus, familia Chironemidae. Fue descrita científicamente por Günther en 1860.
Se distribuye por el Pacífico Sudoccidental: Australia y Nueva Zelanda. La longitud estándar (SL) es de 40 centímetros. Habita en áreas de algas marinas y malezas de arrecifes rocosos y su dieta se compone de invertebrados y pequeños peces. Puede alcanzar los 30 metros de profundidad.
Está clasificada como una especie marina inofensiva para el ser humano.